# NGC 804
NGC 804 este o galaxie lenticulară situată în constelația Triunghiul. A fost descoperită în 7 septembrie 1885 de către Lewis A. Swift. Se află la o distanță de 70,92 de megaparseci de Pământ.